# Wilkęsy (Antoniew)
Wilkęsy – część wsi Antoniew w Polsce położona w województwie łódzkim, w powiecie kutnowskim, w gminie Bedlno.
W latach 1975–1998 miejscowość należała administracyjnie do województwa płockiego.